# Euxenulus piceus
Espèce
 Euxenulus piceus est une espèce d'insectes coléoptères appartenant à la famille des Anthribidae.

## Référence
- (en) Le Conte, 1878 : Additional descriptions of new species Proceedings of the American Philosophical Society 17 pp 373-434. (Euxenus piceus)